# Kaspar Wilhelm von Düringshofen
Kaspar Wilhelm von Düringshofen (* vor 1713; † 1743) war ein preußischer Oberst und Chef des Magdeburger Land-Regiments.

## Leben

### Herkunft und Familie
Kaspar Wilhelm war Angehöriger des märkischen Adelsgeschlecht von Düringshofen.

### Werdegang
Düringshofen war Offizier in der Preußischen Armee. Wann er, wohl noch als Oberstleutnant, Chef des Magdeburger Land-Regiments wurde, ist undeutlich. So wird er bereits 1713 als solcher genannt, was sich angesichts der Aufstellung des Regiments im Jahre 1729 besten Falls auf eine Vorläuferformation beziehen kann. Auch die Nennung als erster Regimentschef eben im Jahre 1729 ist fraglich. Die Rangliste nennt ihn jeweils ab 1735 und dann bereits im Rang eines Obersts in dieser Stellung. Sein Nachfolger als Chef des Magdeburger Land-Regiments wurde namentlich jedoch nicht vom Antrittsdatum her übereinstimmend Oberst Bernhard Sigismund von Berg.